# Torre de Arcas
Torre de Arcas è un comune spagnolo di 102 abitanti situato nella comunità autonoma dell'Aragona.
Appartiene a una subregione conosciuta come Frangia d'Aragona. La lingua più diffusa in paese è da sempre una variante del catalano occidentale.